# Mezidemestan Kadın
Mezidemestan Kadın (turco ottomano:مزیدمستان قادین, lett. "spirito allegro"; anche nota come Mezide Kadin e nata Kadrye Kamile Merve Mikanba; Ganja, 3 marzo 1869 – Istanbul, 21 gennaio 1909) è stata una consorte del Sultano ottomano Abdülhamid II.

## Biografia

### Infanzia
Mezedimestan Kadın nacque il 3 marzo 1869, a Ganja. Nata Kadriye Kamile Merve Mikanba, era un membro della nobile famiglia abcasa dei Mikanba. Suo padre era Kaymat Bey Mikanba.
Fu inviata alla corte ottomana di Istanbul quando era bambina, dove entrò a servizio del Sultano Murad V, fratellastro maggiore di Abdülhamid II. Qui cambiò nome, secondo l'usanza della corte ottomana, prendendo quello di Mezidemestan. Era una donna molto bella, alta, con occhi e capelli castano scuro. Era nota per la sua estrema timidezza. Era zia di Emine Nazikeda Hanım, che sarebbe diventata la Prima Consorte del sultano Mehmed VI, fratellastro minore di Abdülhamid II.

### Matrimonio
Mezidemestan sposò Abdülhamid II il 2 febbraio 1885 al Palazzo di Yıldız. Le fu dato il rango di "Quinta Consorte", col titolo Mezidemestan Kadın. Il 19 dicembre 1885, dopo dieci mesi dal matrimonio, diede alla luce il suo unico figlio, Şehzade Mehmed Burhaneddin Mehmed Burhaneddin era il figlio preferito di Abdülhamid e Mezidemestan, come sua madre, divenne la consorte più influente. Tuttavia, non approfittò né abuso del suo potere, anzi, era sempre gentile con tutti e pronta ad aiutare, ed era amata da tutti, comprese le altre consorti e i loro figli.
Nel 1895, fu elevata al titolo di "Quarta Kadın", e nel 1901, fu elevata al titolo di "Terza Kadın". Abdülhamid le regalò una villa, nelle prossimità del Palazzo imperiale.

### Morte
Mezidimestan morì di cancro allo stomaco, il 21 gennaio 1909, appena tre mesi prima della detronizzazione di Abdul Hamid, all'età di trentanove anni e fu sepolta nel Cimitero di Yayha Efendi.

## Discendenza
Da Abdülhamid II, Mezidemestan Kadın ebbe un figlio: 
- Şehzade Mehmed Burhaneddin (Istanbul, 19 dicembre 1885 – New York, 15 giugno 1949). Ebbe quattro consorti e due figli.